# Titanideum frauenfeldii
Titanideum frauenfeldii is een zachte koraalsoort uit de familie Anthothelidae. De koraalsoort komt uit het geslacht Titanideum. Titanideum frauenfeldii werd in 1865 voor het eerst wetenschappelijk beschreven door Kölliker. 